# Anders Q Björkman
Anders Quintus Björkman, född 18 april 1963, är en svensk kulturjournalist.
Björkman har bland annat arbetat som nyhetsreporter på  Expressen, Aftonbladet och TV-programmet ABC. Mellan 1996 och 2007 var han redaktionschef på Metro. År 2007 anställdes han som nyhetschef på Svenska Dagbladets kulturdel och har sedan dess haft flera olika positioner på tidningen bland annat många år som biträdande kulturchef. Sedan 2024 är han Svenska Dagbladets fackboksredaktör och krönikör.